# Viktor Kejroe
Viktor Johnovitsj Kejroe (Russisch: Виктор Джонович Кейру) (Rostov aan de Don, 31 januari 1984) is een professionele basketbalspeler die speelt voor het nationale team van Rusland.

## Carrière
Kejroe begon zijn carrière bij UNICS Kazan in 2003. Met UNICS won hij de FIBA Europe League in 2004. Ze wonnen van Maroussi TIM uit Griekenland met 87-63. In 2005 stapte hij over naar Dinamo Sint-Petersburg. In 2006 ging hij spelen voor Spartak Primorje Vladivostok. Na één seizoen keerde hij terug bij UNICS Kazan. In 2008 verhuisde hij naar CSKA Moskou. Met die club won hij het Landskampioenschap van Rusland in 2009 en 2010. Ook werd hij Bekerwinnaar van Rusland in 2010. Met CSKA verloor hij in 2009 de finale van de EuroLeague van Panathinaikos uit Griekenland met 71-73. In 2010 ging hij spelen voor Dinamo Moskou. Na één seizoen ging spelen voor Spartak Sint-Petersburg. In 2013 verhuisde hij naar Krasnye Krylja Samara. In 2014 stopte hij met basketbal.
Kejroe speelde met Rusland op de Olympische Spelen in 2008.

## Privé
De vader van Viktor is John Carew. Hij komt uit Sierra Leone. Hij vertegenwoordigde zijn land op de Olympische Zomerspelen 1980 op de 100 meter. Zijn moeder komt uit Oekraïne. Zijn zus Katerina Kejroe speelde ook op het hoogste niveau basketbal. Zijn broer Ola Kejroe is een beroemd TV-series acteur op MTV Rusland.

## Erelijst
- Landskampioen Rusland: 2
  - Winnaar: 2009, 2010
  - Tweede: 2004
  - Derde: 2005, 2006
- Bekerwinnaar Rusland: 1
  - Winnaar: 2010
- EuroLeague Men:
  - Runner-up: 2009
- FIBA Europe League: 1
  - Winnaar: 2004